# Bosco del Fagarè
Il Bosco del Fagarè occupa un’area di quasi 150 ettari al confine nord-est del sito Rete Natura 2000, sito di Importanza Comunitaria (SIC) e Zona Speciale di Conservazione (ZSC) denominato “Colli Asolani” IT3240002. Deriva il suo nome dall’antica presenza del faggio. Si trova in adiacenza ai “Campazzi di Onigo”, zona di oltre 200 ettari anch'essa di grande valore naturalistico e Zona di Protezione Speciale (ZPS) IT3240025.
Paragonabile ad una cattedrale verde, ne è stata conservata la proprietà pubblica fin dai tempi della Repubblica Serenissima di Venezia. 
Il suo valore odierno deriva dalla vicinanza ad aree densamente popolate, dalla facile raggiungibilità anche in treno o bicicletta e dalla cura posta nel tempo sia dai servizi forestali che da varie associazioni locali nel mantenerlo perfettamente fruibile. Oltre all'interesse botanico, faunistico e storico, non manca una vicina zona di rilevante significato archeologico.

## Storia
Grande fu l'importanza del bosco nella storia locale: considerato sacro dai Paleoveneti, alternò periodi di crisi e di sviluppo, come tutta l'area boschiva dell’asolano, in seguito anche alla centuriazione voluta dalla dominazione romana, seguita poi, dopo la caduta dell’Impero romano, dalle invasioni barbariche. 
Ampiamente sfruttato durante il Medioevo, vide una grande ripresa con l'espansione della Repubblica di Venezia verso l'entroterra. Dal XV secolo Venezia riservò a questo territorio particolari cure ecologico-forestali, finalizzate a conservarne la peculiarità e utilizzarne le risorse per l'industria navale ed edilizia. Tale fu l'attenzione della Repubblica Veneta, che furono istituiti specifici organismi a tutela dei boschi e promulgate leggi, come nel 1475, che li riconoscevano beni inalienabili e indivisibili. I boschi erano catalogati in base all’uso cui erano destinati: il Bosco del Fagarè, fornitore di legname pregiato, era bosco "da naviglio".
La Repubblica di Venezia continuò per secoli a considerare prioritaria la conservazione del patrimonio boschivo anche per la salvaguardia dell’equilibrio idrogeologico, gestendone lo sfruttamento ed imponendone il rimboschimento, con criteri che oggi sarebbero definiti ecosostenibili. Verso la metà del 1600 Venezia, impegnata nella guerra contro i Turchi, decise di cedere una buona parte dei boschi asolani a privati, con conseguente abbattimento di alberi, successivamente reintegrati per volontà del doge Contarini.  Il bosco del Fagarè conservò comunque una rilevanza notevole, sia per estensione che per abbondanza di legname. Data la richiesta di utilizzo delle aree boschive da parte della popolazione, alla vigilia del crollo della Repubblica di Venezia il conte Guglielmo Onigo nel 1790 decise che tutti i boschi asolani fossero accessibili alla gente, tranne il Bosco del Fagarè, che restò bene inalienabile e quindi patrimonio dello Stato.
L'impoverimento del patrimonio boschivo dell'asolano proseguì nei periodi successivi, anche nel corso del 1800 sotto la dominazione austriaca e francese; neppure il nuovo Regno d'Italia si impegnò nella sua conservazione, a parte il bosco del Fagarè, vero gioiello con le sue piante secolari. 
Il Bosco del Fagarè fu poi notevolmente danneggiato durante i due conflitti mondiali: nella Grande Guerra per ricavare trincee e camminamenti, ancora ben visibili, mentre nella Seconda guerra mondiale furono tagliati moltissimi alberi per trarne materiale da costruzione e legna da ardere.
Nel 1886 anche questo bosco demaniale alla fine fu reso alienabile (legge n. 3713 dei 04.03.1886) e fu proposto in prima istanza ai Comuni, per i quali fu previsto un prezzo più contenuto. Il 6 giugno 1889 il Comune di Cornuda lo acquistò dal Demanio con atto sottoscritto dall’Intendenza di Finanza di Treviso, impegnandosi a mantenere la coltura forestale. Dell'intera estensione, una porzione passò successivamente al nuovo Comune di Crocetta del Montello, che nel 1902 si rese autonomo, con le frazioni di Ciano e Nogarè. Il Bosco rimase comunque proprietà indivisa dei Comuni di Cornuda e di Crocetta del Montello, come stabilito il 14 aprile 1951, con decreto del Prefetto della Provincia di Treviso e la costituzione di un Consorzio coattivo, rinnovato volontariamente nel 1975 come Consorzio boschivo del Fagarè, al fine di mantenere, tutelare e valorizzare l'intero complesso boschivo. Avendo il Consorzio cessato di esistere nel 1994, un’apposita Convenzione stabilì che, pur rimanendo indivisa la proprietà, la gestione passasse al Comune di Cornuda con la partecipazione alle spese di Crocetta del Montello.
Nel 1996, con deliberazione del Consiglio Comunale di Cornuda, furono conferite ad associazioni di volontariato le attività manutentive dei sentieri e percorsi del Bosco del Fagarè, prorogate poi fino al 2009.

## Territorio

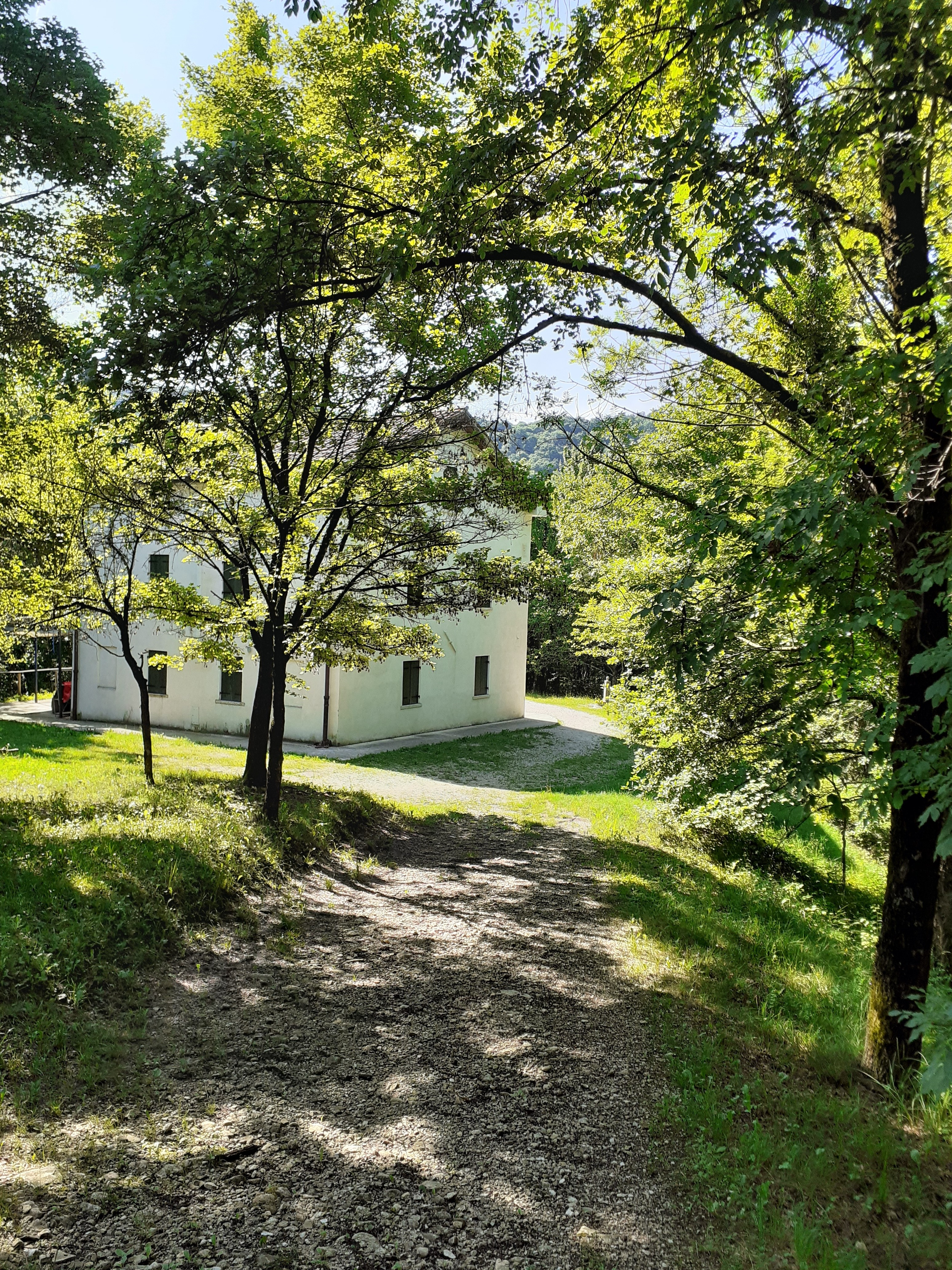
Casa delle Guardie

I quasi 150 ettari del Bosco del Fagarè sono prevalentemente collinari, al confine nord-est dei Colli Asolani. È di particolare valore per la varietà e dolcezza dei paesaggi e naturalmente per la biodiversità, merito dell’essere sempre rimasto di proprietà pubblica.
Ospita una delle principali Basi Scout Nazionali AGESCI ("La Ranetta" in località "La Beccaccia") ed è dotato di una struttura per l’ospitalità, la "Casa delle Guardie", gestita dal Gruppo Scout di Cornuda.  All'interno del Bosco sono stati predisposti sentieri e posti di sosta, per consentire al visitatore di fruire al meglio di questo splendido ambiente naturale, in grado di migliorare il benessere psicofisico. E' frequentato anche da appassionati di nordic walking.

## Posizione

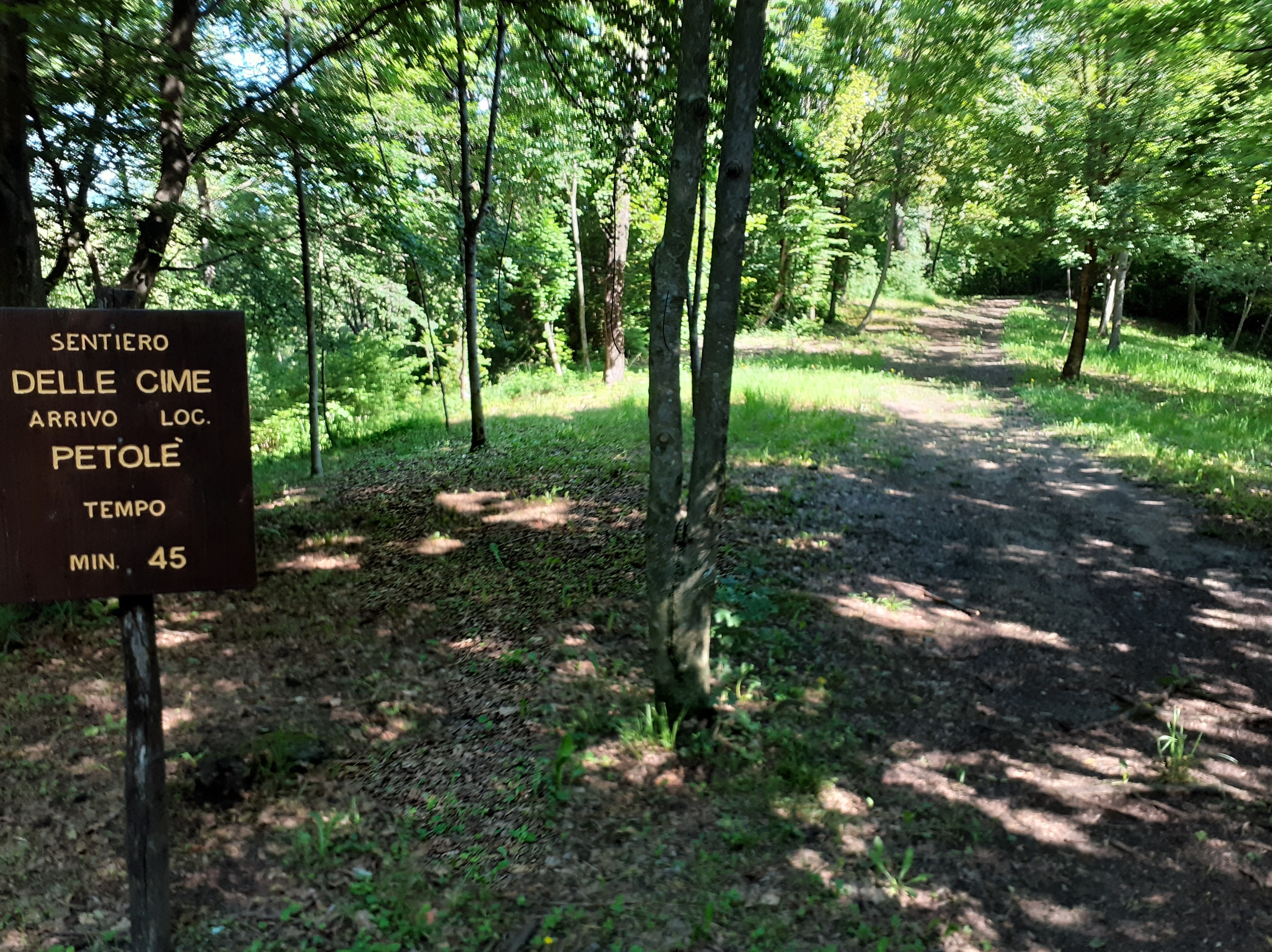
Sentiero nel Bosco del Fagarè

Il Bosco del Fagarè è situato nella Pedemontana veneta, nel territorio del Comune di Cornuda (Treviso), una zona densamente popolata e industrializzata, baricentrico rispetto a località di grandissimo valore storico, artistico e ambientale. A Cornuda si trova anche la Tipoteca Italiana Fondazione, che custodisce e documenta la cultura tipografica italiana nel sito di archeologia industriale "Canapificio Veneto" inaugurato nel 1883 e primissimo esempio di fabbrica "orizzontale" progettata in funzione dell'energia elettrica, ora monumento al passaggio dalla Prima alla Seconda Rivoluzione Industriale. Nelle vicinanze si trovano:
- 80 Km verso Nord, le Dolomiti (sito UNESCO) e Cortina d'Ampezzo (famosa località sciistica), a 10 Km il massiccio del Monte Grappa (MAB (Man and Biosphere) UNESCO)
- 50 Km verso Ovest, Vicenza (sito UNESCO per le numerose opere dell’architetto Andrea Palladio), a 6 Km Villa Barbaro a Maser (villa palladiana) e a 10 Km Asolo (borgo medioevale)
- 8 Km verso Est le Colline del Prosecco (sito UNESCO), a 4 Km il Colle del Montello (SIC IT3240004) e Le Grave del Piave (SIC IT3240023) e inoltre a 3 Km la Garzaia di Pederobba (ZPS 3240034)
- 50 Km verso Sud Venezia e Padova (siti UNESCO), a 25 Km Castelfranco Veneto (cittadina murata patria del pittore rinascimentale Giorgione) e a 10 Km Montebelluna (cittadina di origini Paleovenete e capitale Mondiale dello Sport System).

## Accessi
Arrivando a Cornuda da Sud si prosegue verso Nord in direzione Onigo-Pederobba per via 8-9 Maggio 1848 che diventa via San Vettore fino ad incontrare sulla sinistra via Bosco del Fagarè. Il santuario della Madonna delle Rocca è un buon punto di riferimento, in quanto il Bosco del Fagarè si trova dietro, verso Nord.

Arrivando dalla stazione ferroviaria di Cornuda, situata ad Est, ci si dirige verso il centro del paese per poi girare a destra verso Nord lungo via 8-9 Maggio 1848 e via San Vettore, fino ad incontrare sulla sinistra via Bosco del Fagarè.

## Flora

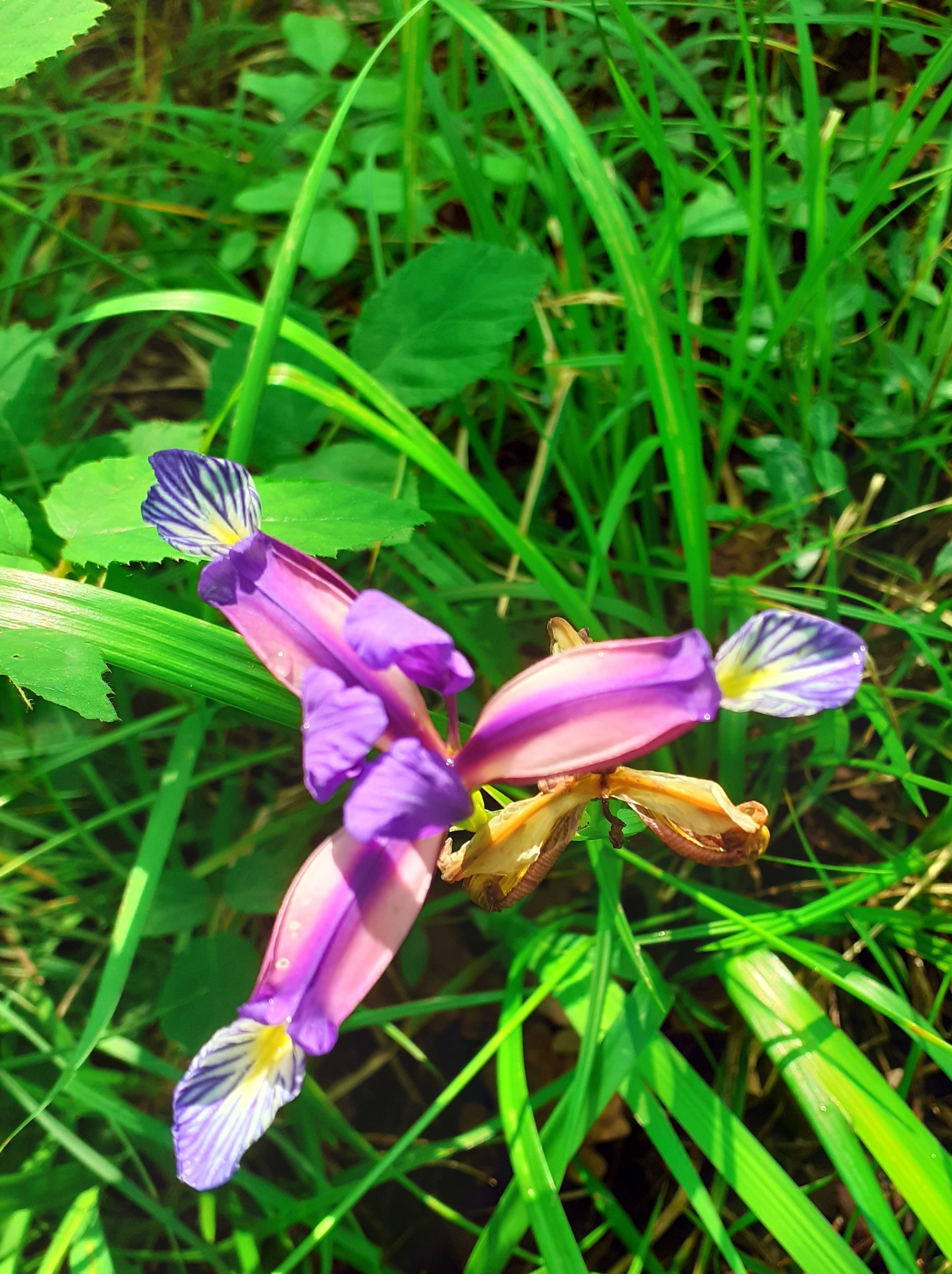
Un inusuale Giaggiolo Susino

Il Bosco del Fagarè è un bosco misto di latifoglie che prende il suo nome dal Faggio, ora però praticamente scomparso.
Tra gli alberi risultano predominante la Farnia (Quercus robur), il Carpino bianco (Carpinus betulus), l'acero di monte (Acer pseudoplatanus), Rovere (Quercus petraea).
Nello strato arbustivo si trovano Biancospino (Crataegus_monogyna), Lantana, Nocciolo (Corylus avellana), Prugnolo (Prunus spinosa), Sambuco, Rovo (Rubus ulmifolius), Pungitopo (Ruscus aculeatus) e altri. Tra le specie rampicanti Edera (Hedera helix), Caprifoglio (Lonicera), Vitalba (Clematis vitalba).
Tra le specie più frequenti dello strato erbaceo sono presenti Anemone nemorosa (Anemonoides nemorosa), Gigaro scuro (Arum maculatum), Colchico d'autunno (Colchicum autumnale), Primula comune (Primula vulgaris), Viola (Viola) e altre.
È riconosciuto dalla DGRV 3263/2004 tra i Boschi da seme della Regione Veneto.
Sotto il profilo tecnico-forestale il Bosco del Fagarè è curato dai Servizi Forestali dello Stato e dal Dipartimento regionale Veneto delle foreste.

## Fauna

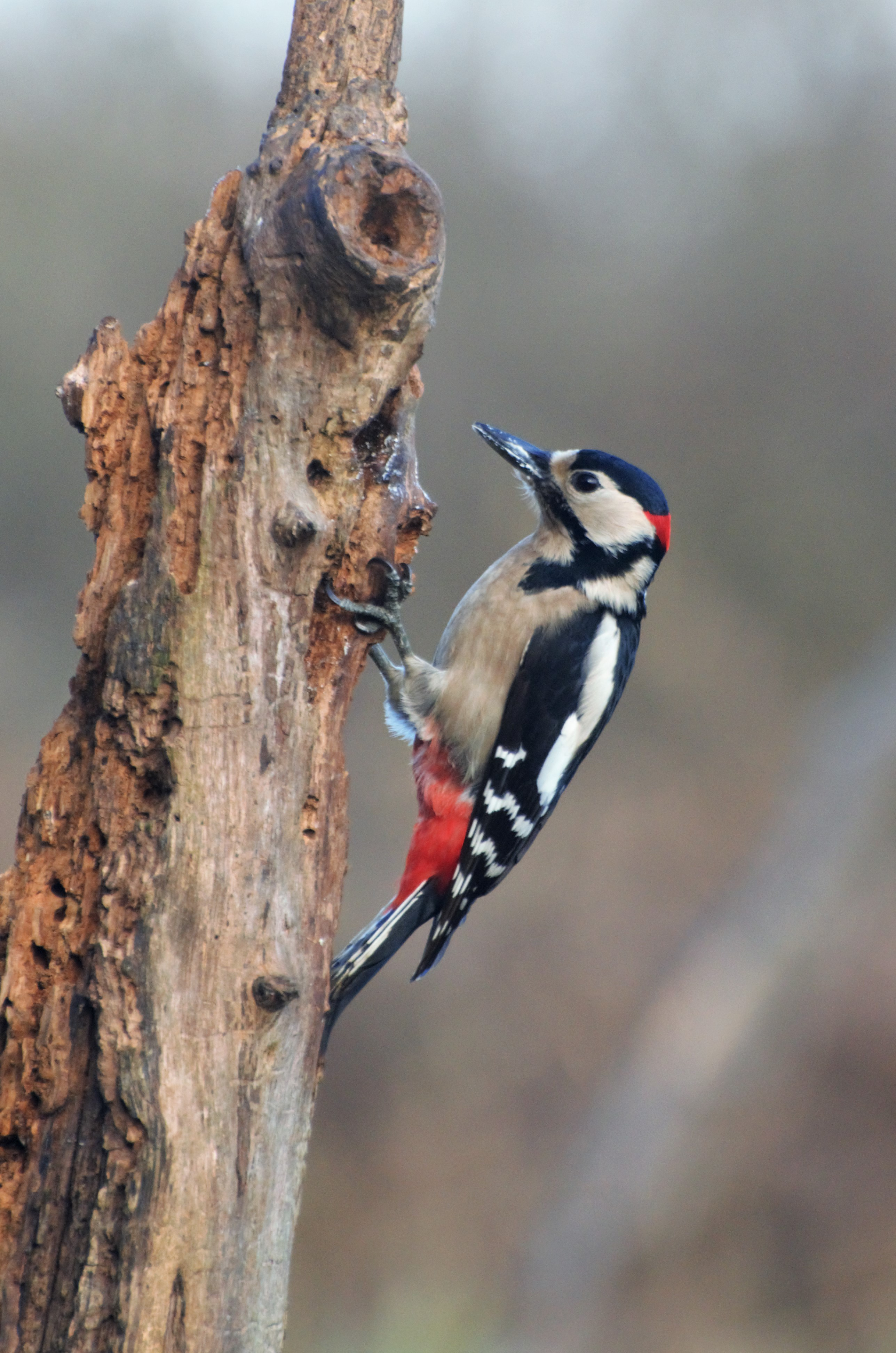
Picchio rosso maggiore

Sono presenti numerose specie di uccelli, tra cui Picchio verde (Picus viridis), Picchio rosso maggiore (Picoides major), Ghiandaia (Garrulus glandarius), Upupa (Upupa epops), Cuculo (Cuculus canorus), Capinera (Sylvia atricapilla), Cinciallegra (Parus major), Codibugnolo (Aegithalos caudatus), Pettirosso (Erithacus rubecula), Rigogolo (Oriolus oriolus), Verzellino (Serinus serinus), Fringuello (Fringilla coelebs), Civetta (Athene noctua), Allocco (Strix aluco), Gufo comune (Asio otus), Barbagianni (Tyto alba).
Tra i mammiferi sono presenti Capriolo (Capreolus capreolus), Volpe (Vulpes vulpes), Tasso (Meles meles), Faina (Martes foina), Ghiro (Glis glis). Negli ultimi anni è molto aumentata la popolazione di Cinghiali (Sus scrofa).

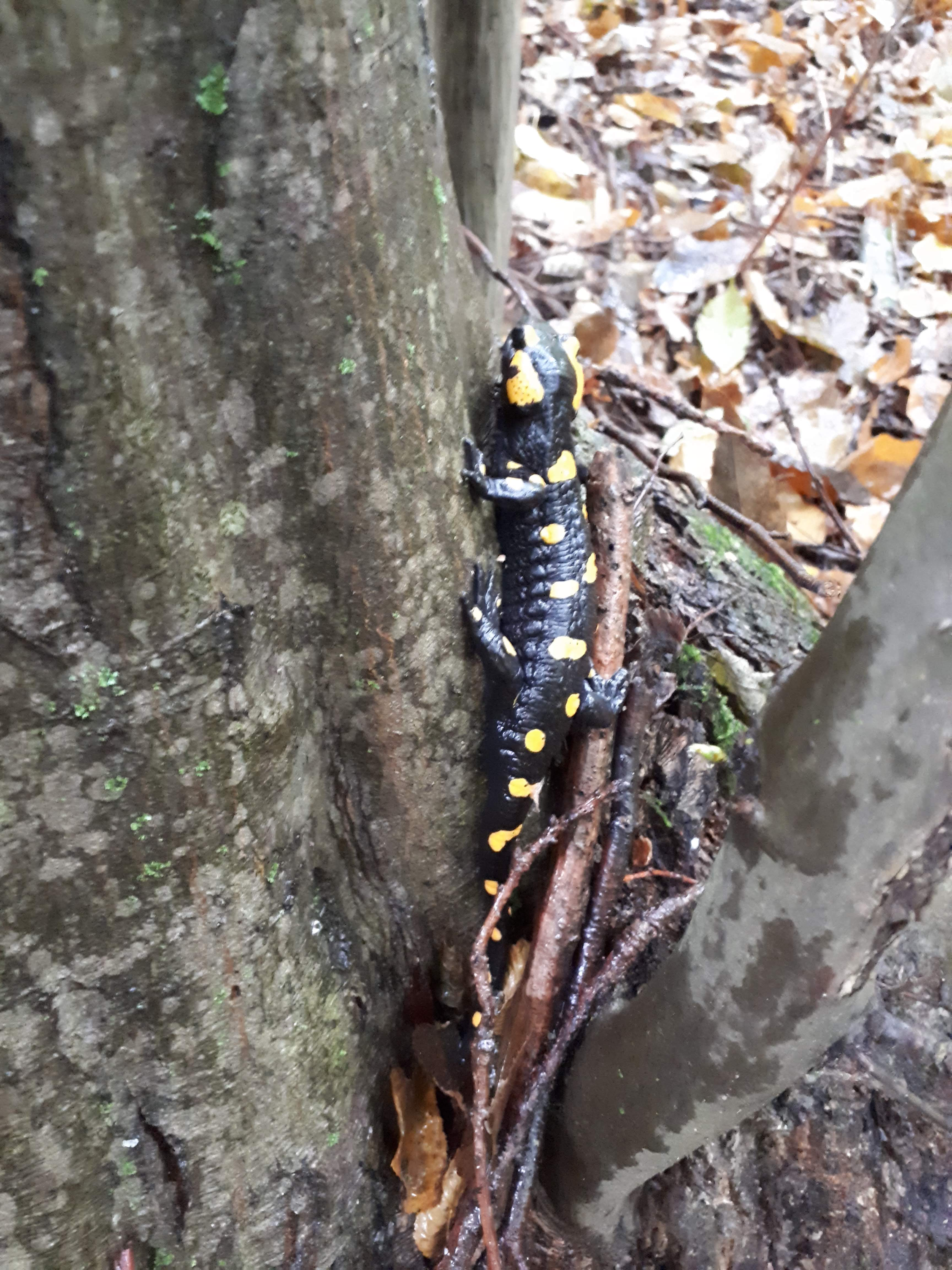
Salamandra Colli Asolani

Il Bosco del Fagarè è Area di Rilevanza Erpetologica Nazionale (AREN) per la ricchezza di anfibi e rettili. Vi opera l'associazione SOS Anfibi. Sono presenti esemplari di Salamandra (zoologia)

### Fonti
- Luigi Boscarini e Silvano Rodato, Ambiente e storia di Cornuda.

### Approfondimenti
- Boschi della Serenissima, Casti Moreschi Emanuela, Zolli Elena, Venezia, Arsenale Editrice, 1988.
- Boschi, legnami, costruzioni navali: l'Arsenale di Venezia fra XVI e XVIII secolo, Antonio Lazzarin, Roma, Viella, 2021, OCLC 1249668629, SBN RAV3137643.